# Данверс (Илиноис)
Данверс (енгл. Danvers) град је у америчкој савезној држави Илиноис.

## Демографија
По попису из 2010. године број становника је 1.154, што је 29 (-2,5%) становника мање него 2000. године.
| Група             | 2000.         | 2010.         |
| Белци             | 1.152 (97,4%) | 1.096 (95,0%) |
| Афроамериканци    | 11 (0,9%)     | 14 (1,2%)     |
| Азијати           | 0 (0,0%)      | 1 (0,1%)      |
| Хиспаноамериканци | 9 (0,8%)      | 29 (2,5%)     |
| Укупно            | 1.183         | 1.154         |